# مانفردو تافوری
مانفردو تافوری (۴ نوامبر ۱۹۳۵ رم، ۲۳ فوریه ۱۹۹۴ ونیز) مورخ، نظریه‌پرداز، منتقد و معمار مارکسیست ایتالیایی بود. از او به عنوان یکی از مهم‌ترین مفسرین نیمه دوم قرن بیستم تاریخ معماری جهان یاد می‌شود. تافوری استاد تاریخ معماری مؤسسه معماری ونیز بود.

## اندیشه
تافوری فکر می‌کند تاریخ معماری به دنبال یک طرح غائی نیست که در آن زبانی پس از زبانی دیگر به بروز برسد؛ بلکه این کشمکش پیوسته در سطوح انتقادی، نظری و ایدئولوژیک است که در عمل خود را نشان می‌دهد. چون این کشمکش تا به امروز هم ادامه یافته تاریخ معماری یک موضوع دانشگاهی مرده نیست، بلکه محدوده ای باز برای بحث است.

## گزیده نوشته‌ها
- Teorie e storia dell'architettura. Bari, Laterza, 1968.
Theories and History of Architecture. Translated by Giorgio Verrecchia. London, 1980.
- «Per una critica dell'ideologia architettonica ". Contropiano, Materiali Marxisti, no. 1, 1969.
- Progetto e utopia: Architettura e sviluppo capitalistico. Bari, Laterza, 1973.
Architecture and Utopia. Design and Capitalist Development. Translated by Barbara Luigia La Penta. Cambridge, MA: MIT Press, 1976.
- w/ Francesco Dal Co. Architettura contemporanea. Milan, Electa, 1976.
- La Sfera e il labirinto: Avanguardia e architettura da Piranesi agli anni '70. Turin, Einaudi, 1980.

## ترجمه به فارسی
- معماری و یوتوپیا (طراحی و توسعه سرمایه‌داری)، ترجمه علی اکبری و محسن ابراهیم‌نژاد، تهران: انتشارات پرهام نقش. ۱۳۹۸.